# Appropedia
Appropedia es un sitio web wiki para soluciones colaborativas en sustentabilidad, reducción de pobreza y desarrollo internacional, con un enfoque particular en tecnología apropiada. Appropedia ha sido usado por un gran número de organizaciones sin fin de lucro y trabajos individuales en  las áreas de desarrollo sustentable, incluyendo Demotech y el  Full Belly Project.
Appropedia se ejecuta en el software de  MediaWiki. Actualmente es sede de más de 6,000 artículos y ha recibido más de 24,000 archivos subidos (11 de agosto de 2015).

## Historia

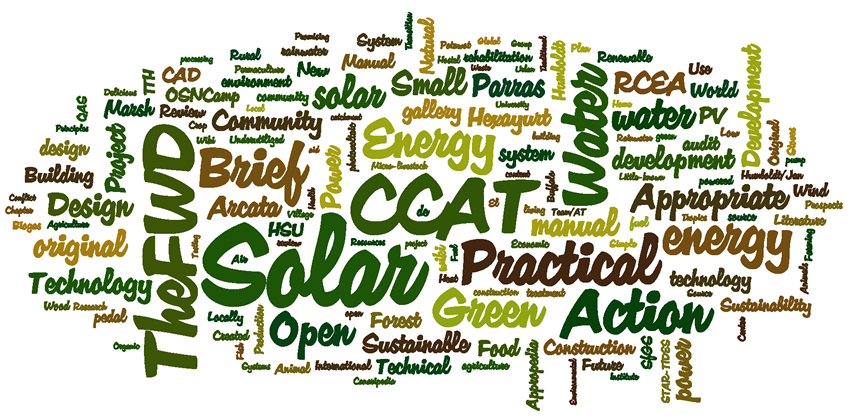
Appropedia wordle fue construido a partir de los 5.000 nombres de las páginas de contenido más populares.

Después de años de otros proyectos sustentables de colaboración en línea y fuera de línea, Lonny Grafman comenzó Appropedia en abril de 2006  con un enfoque en tecnología apropiada, que se define de manera muy amplia. Fue asistido por Aaron Antrim y Gabriel Krause en la decisión de utilizar el motor de WikiMedia para Appropedia. Curt Beckmann se unió a Appropedia más tarde en 2006.
El contacto con WikiGreen en diciembre de  2006  llevó a la rápida decisión de unir fuerzas. Se decidió usar el nombre de Appropedia. Esta fusión dio lugar a un gran aumento en el contenido, incluyendo el permiso de diversas publicaciones, y algunos contenidos de CD3WD (CDs para los del tercer mundo).
Desde entonces Appropedia ha importado contenido de otros sitios:
- International Rivers Network permitió varias páginas por valor de contenido.
- Practical Action permitió más de 100 artículos.
- Demotech, una organización en los  Países Bajos, ha construido muchas páginas.
- El wiki para la organización Village Earth se fusionó en marzo de 2007.[7] Este fue el wiki original en tecnología apropiada.
  - El Como Vivir Wiki, dirigido por Vinay Gupta, fusionó gran parte de su material en Appropedia en marzo de 2007 y ella se unió al equipo de Appropedia.
- El wiki SgoalThe Sgoals wiki, se centró en las prácticas empresariales sostenibles, se unió a mediados de 2007.
- Los estudiantes de Sostenibilidad Global Wiki se incluyeron en enero de 2008.
- CCAT. El Campus Central para Tecnología Apropiada se asoció con Appropedia para mover las páginas de sus proyectos a Appropedia en abril de 2008.
- En 2012, se añadió el uso de la extensión semántica MediaWiki.

## Utilizada como fuente
Una gran cantidad de artículos, documentos y libros han utilizado información de Appropedia como fuente de información, incluyendo los siguientes:
1. Open-Source Lab: How to Build Your Own Hardware and Reduce Research Costs por Joshua M. Pearce fue publicado en 2014 por Elsevier (ISBN 9780124104624).
2. Kreye, Melissa M. "Metal accumulation in gill epithelium and liver tissue in steelhead (Oncorhynchus mykiss) reared in reclaimed wastewater", Tesis (M.S.) – Humboldt State University, Recursos Naturales: Programa de Utilización de Aguas Residuales, 2008.
3. Urmila Balasubramaniyam, Llionel S. Zisengwe, Niccoló Meriggi, Eric Buysman,  Producción de biogás en climas con inviernos largos, Wageningen, mayo de 2008.
4. James A. West and Margaret L. West, "El uso de wikis para la colaboración en línea; El poder de la Lectura-Escritura en la Web", Jossey-Bass (15 de diciembre de 2008).

## Utilizada como herramienta pedagógica
Appropedia también ha sido utilizado por los defensores del código abierto de tecnología apropiada como el Prof. Joshua Pearce en servicios de aprendizaje, incluyendo en la enseñanza de idiomas y enseñanza de la ingeniería.